# Cora Campbell
Cora Campbell, född 28 maj 1974 i Montréal, är en kanadensisk vattenpolospelare (anfallare) som ingick i det kanadensiska landslaget vid olympiska sommarspelen 2000 och 2004.
Campbell spelade sex matcher och gjorde fem mål i damernas vattenpoloturnering i samband med de olympiska vattenpolotävlingarna 2000 i Sydney där Kanada kom på femte plats. Hon spelade sedan fyra matcher och gjorde tre mål i damernas vattenpoloturnering i samband med de olympiska vattenpolotävlingarna 2004 i Aten där Kanada kom på sjunde plats.
Campbell tog guld i damernas vattenpoloturnering i samband med panamerikanska spelen 1999 i Winnipeg. Silver blev det vid panamerikanska spelen 2003 och 2007. VM-brons tog hon 2001 och 2005. Sin första landskamp spelade hon år 1992.